# Hyala
Hyala is een geslacht van weekdieren uit de klasse van de Gastropoda (slakken).

## Soorten
- Hyala adamsi Golikov & Kussakin in Golikov & Scarlato, 1971
- Hyala vitrea (Montagu, 1803) = Doorschijnend spiraalhorentje